# 明斯特 (黑森州)
明斯特（德語：Münster，發音：[ˈmʏnstɐ] ⓘ）是德国黑森州达姆施塔特行政区达姆施塔特-迪堡县的市镇，面积20.78平方千米，2023年12月31日人口为14,518人。